# Tassilly
Tassilly est une ancienne commune française du département du Calvados, créée en 1790 sur l'existant paroissial. Elle fut réunie le 27 septembre 1833 à la commune de Saint-Quentin-de-la-Roche, pour former la commune fusionnée de Saint-Quentin-Tassilly. Cette éphémère municipalité demeura scindée en deux sections et fut démembrée le 20 avril 1854 : la section correspondant à l'ancienne commune de Saint-Quentin fut réunie à Soumont, sous le nom de Soumont-Saint-Quentin (anciennement Sousmont ou Soûmont), la section émanant de l'ancienne commune de Tassilly rejoignit Bons pour constituer l'actuel Bons-Tassilly.

## Personnalités liées à la commune
- Marie-Élisabeth Joly (1761-1798), actrice française du XVIIIe siècle, membre puis sociétaire de la Comédie-Française de 1781 à 1793. Elle épousa Nicolas François Roland Fouquet-Dulomboy, gentilhomme de Tassilly et séjourna épisodiquement en famille au  manoir de Poussendre, propriété de son époux. Elle est inhumée à Soumont-Saint-Quentin sur le Mont-Joly, dans une monumentale sépulture qui domine la Brèche-au-Diable.
- Nicolas François Roland Fouquet-Dulomboy (1763-1822), époux de la comédienne suscitée, ancien officier de cavalerie, chevalier de l'ordre royal et militaire de Saint-Louis. Il était propriétaire du manoir de Poussendre et devint maire de la commune de 1807 jusqu'à son décès en 1822.
- Alexis Élisabeth Fouquet-Dulomboy (1785-1833), unique garçon du couple suscité, succéda à son père dans cette fonction de 1822 à 1828. Dessinateur, il contribua notamment au début du XIXe siècle aux travaux de statistique monumentale du Calvados sous la direction de l'érudit Arcisse de Caumont.